# 横道河子东站
横道河子东站是哈牡客运专线上的高铁站，位于中华人民共和国黑龙江省牡丹江市海林市横道河子镇，于2018年12月26日启用，由中国铁路哈尔滨局集团有限公司管辖。

## 車站周邊
通过横道河子东站跨线立交桥与 绥满高速以及 301国道相连。

## 歷史
- 2018年12月26日启用。